# (4234) Evtushenko
(4234) Evtushenko est un astéroïde de la ceinture principale.

## Description
(4234) Evtushenko est un astéroïde de la ceinture principale. Il fut découvert le 6 mai 1978 à Naoutchnyï par Nikolaï Tchernykh. Il fut nommé en l’honneur d'Evgueni Evtouchenko. Il présente une orbite caractérisée par un demi-grand axe de 3,20 UA, une excentricité de 0,17 et une inclinaison de 1,7° par rapport à l'écliptique.

## Compléments